# Маниема
Маниема (на френски и на суахили: Maniema) е една от провинциите на Демократична република Конго. Разположена е в източната част на страната. Столицата на провинцията е град Кинду. Площта ѝ е 132 250 км², а населението, според проекция за юли 2015 г., е 2 333 000 души. Най-масово говореният език в провинцията е езикът Суахили.